# Front Popular del Nepal

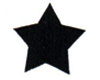
Símbol del partit polític.

El Front Popular del Nepal (Jana Morcha Nepal) és una organització de masses del Partit Comunista del Nepal (Centre d'Unitat-Masal) formada el 2002 per la unió de Rashtriya Jana Morcha i Samyukta Jana Morcha.